# 1000
1000. је била проста година.

## Догађаји

### Септембар
- 9. септембар — поморска битка код Сволдера у којој је краљ Улав I од Норвешке потукао коалицију својих непријатеља.

### Децембар
- 25. децембар — Стефан I постао краљ Угарске чиме је успостављено хришћанско краљевство.

### Датум непознат
- Википедија:Непознат датум — Санчо III од Наваре постао краљ Арагона и Наваре.
- Википедија:Непознат датум — Свен I Рашљобради успоставио данску контролу над делом Норвешке.
- Википедија:Непознат датум — Основан Осло у Норвешкој (непознат је тачан датум али је 2000. прослављено 1000 година од оснивања).

## Смрти
- 9. септембар — Улав I Тригвасон, краљ Норвешке